# Ruellia parryi
Ruellia parryi är en akantusväxtart som beskrevs av Asa Gray. Ruellia parryi ingår i släktet Ruellia och familjen akantusväxter. Inga underarter finns listade i Catalogue of Life.